# Howard Lyman
Howard Lyman (* 17. září 1938) je americký aktivista za práva zvířat. Narodil se do farmářské rodiny v Great Falls v Montaně a studoval na Montanské státní univerzitě, kde získal diplom z obecného zemědělství. Později odešel do americké armády a po dvou letech se vrátil na farmu. V roce 1979 mu byl nalezen nádor v páteři. Díky tomu se rozhodl přestat při farmaření používat chemické prostředky. Kolem roku 1990 měl znovu zdravotní problémy a rozhodl se stát vegetariánem. Jeho zdravotní stav se následně zlepšil (nakonec se stal veganem). V roce 1996 se stal veřejně známým poté, co vystoupil v televizním pořadu The Oprah Winfrey Show. Je spoluautorem knih Mad Cowboy (1998) a No More Bull (2005). Vystupoval také v dokumentárním filmu Cowspiracy (2014).